# Cyphoma mcgintyi
Cyphoma mcgintyi är en snäckart som beskrevs av Henry Augustus Pilsbry 1939. Cyphoma mcgintyi ingår i släktet Cyphoma och familjen Ovulidae.

## Underarter
Arten delas in i följande underarter:
- C. m. mcgintyi
- C. m. robustior